# Приз найкращому футболісту року в Європі
Приз найкращому футболістові року в Європі — футбольна нагорода, заснована 2011 року. Приз вручається футболістові, який, на думку журналістів УЄФА, був найкращим у минулому європейському сезоні (починаючи з сезону 2010/2011).
Приз можуть отримувати футболісти незалежно від національності, які провели попередній сезон в європейському клубі. При визначенні найкращого футболіста року будуть враховуватися як гри внутрішні (чемпіонат, кубок, Кубок ліги, Суперкубок), так і зовнішні (єврокубки, Клубний чемпіонат світу), а також матчі за національну збірну.
Вибори переможця проходять у два етапи. Спочатку кожен з журналістів УЄФА (всього 53 журналіста, від кожної країни, що входить в УЄФА) вибирає трьох найкращих. Гравець, що посів перше місце, отримає 5 очок, друге — 3, третє — 1. Три футболісти, які набрали найбільшу кількість балів, стають фіналістами. Пізніше на засіданні УЄФА, всі журналісти голосують та вибирають найкращого.

## Переможці
| Сезон       | Країна     | Гравець              | Клуб             |
| ----------- | ---------- | -------------------- | ---------------- |
| 2010 — 2011 | Аргентина  | Ліонель Мессі        | Барселона        |
| 2011 — 2012 | Іспанія    | Андрес Іньєста       | Барселона        |
| 2012 — 2013 | Франція    | Франк Рібері         | Баварія (Мюнхен) |
| 2013 — 2014 | Португалія | Кріштіану Роналду    | Реал Мадрид      |
| 2014 — 2015 | Аргентина  | Ліонель Мессі        | Барселона        |
| 2015 — 2016 | Португалія | Кріштіану Роналду    | Реал Мадрид      |
| 2016 — 2017 | Португалія | Кріштіану Роналду    | Реал Мадрид      |
| 2017 — 2018 | Хорватія   | Лука Модрич          | Реал Мадрид      |
| 2018 — 2019 | Нідерланди | Вірджіл ван Дейк     | Ліверпуль        |
| 2019 — 2020 | Польща     | Роберт Левандовський | Баварія          |
| 2020 — 2021 | Італія     | Жоржиньйо            | Челсі            |
| 2021 — 2022 | Франція    | Карім Бензема        | Реал Мадрид      |
| 2022 — 2023 | Норвегія   | Ерлінг Голанд        | Манчестер Сіті   |

## Результати голосування
Переможець       Фіналісти

### 2010–11
| Місце | Гравець            | Попередній раунд | Фінальний раунд | Команда           |
| ----- | ------------------ | ---------------- | --------------- | ----------------- |
| 1     | Ліонель Мессі      | –                | 39              | Барселона         |
| 2     | Хаві Ернандес      | –                | 11              | Барселона         |
| 3     | Кріштіану Роналду  | –                | 3               | Реал Мадрид       |
| 4     | Андрес Іньєста     | 33               | –               | Барселона         |
| 5     | Радамель Фалькао   | 17               | –               | Порту             |
| 6     | Вейн Руні          | 15               | –               | Манчестер Юнайтед |
| 7     | Неманья Видич      | 5                | –               | Манчестер Юнайтед |
| 8     | Златан Ібрагімович | 4                | –               | Мілан             |
| 8     | Жерард Піке        | 4                | –               | Барселона         |
| 10    | Мануель Ноєр       | 3                | –               | Шальке 04         |

### 2011–12
| Місце | Гравець           | Попередній раунд | Фінальний раунд | Команда     |
| ----- | ----------------- | ---------------- | --------------- | ----------- |
| 1     | Андрес Іньєста    | –                | 19              | Барселона   |
| 2     | Ліонель Мессі     | –                | 17              | Барселона   |
| 2     | Кріштіану Роналду | –                | 17              | Реал Мадрид |
| 4     | Андреа Пірло      | 90               | –               | Ювентус     |
| 5     | Хаві Ернандес     | 57               | –               | Барселона   |
| 6     | Ікер Касільяс     | 53               | –               | Реал Мадрид |
| 7     | Дідьє Дрогба      | 31               | –               | Челсі       |
| 8     | Петр Чех          | 14               | –               | Челсі       |
| 8     | Радамель Фалькао  | 14               | –               | Атлетіко    |
| 10    | Месут Озіл        | 10               | –               | Реал Мадрид |

### 2012–13
| Місце | Гравець              | Попередній раунд | Фінальний раунд | Команда             |
| ----- | -------------------- | ---------------- | --------------- | ------------------- |
| 1     | Франк Рібері         | –                | 36              | Баварія             |
| 2     | Ліонель Мессі        | –                | 14              | Барселона           |
| 3     | Кріштіану Роналду    | –                | 3               | Реал Мадрид         |
| 4     | Ар'єн Роббен         | 57               | –               | Баварія             |
| 5     | Роберт Левандовський | 39               | –               | Боруссія (Дортмунд) |
| 6     | Томас Мюллер         | 38               | –               | Баварія             |
| 7     | Бастіан Швайнштайгер | 32               | –               | Баварія             |
| 8     | Гарет Бейл           | 24               | –               | Тоттенгем           |
| 9     | Златан Ібрагімович   | 14               | –               | ПСЖ                 |
| 10    | Робін ван Персі      | 10               | –               | Манчестер Юнайтед   |

### 2013–14
| Місце | Гравець           | Попередній раунд | Фінальний раунд | Команда     |
| ----- | ----------------- | ---------------- | --------------- | ----------- |
| 1     | Кріштіану Роналду | –                | 27              | Реал Мадрид |
| 2     | Мануель Ноєр      | –                | 18              | Баварія     |
| 3     | Ар'єн Роббен      | –                | 9               | Баварія     |
| 4     | Томас Мюллер      | 39               | –               | Баварія     |
| 5     | Філіпп Лам        | 24               | –               | Баварія     |
| 5     | Ліонель Мессі     | 24               | –               | Барселона   |
| 7     | Хамес Родрігес    | 16               | –               | Монако      |
| 8     | Луїс Суарес       | 13               | –               | Ліверпуль   |
| 9     | Анхель Ді Марія   | 12               | –               | Реал Мадрид |
| 10    | Дієго Коста       | 8                | –               | Атлетіко    |

### 2014–15
| Місце | Гравець           | Попередній раунд | Фінальний раунд | Команда     |
| ----- | ----------------- | ---------------- | --------------- | ----------- |
| 1     | Ліонель Мессі     | –                | 49              | Барселона   |
| 2     | Луїс Суарес       | –                | 3               | Барселона   |
| 3     | Кріштіану Роналду | –                | 2               | Реал Мадрид |
| 4     | Джанлуїджі Буффон | 24               | –               | Ювентус     |
| 5     | Неймар            | 23               | –               | Барселона   |
| 6     | Еден Азар         | 21               | –               | Челсі       |
| 7     | Андреа Пірло      | 12               | –               | Ювентус     |
| 8     | Артуро Відаль     | 11               | –               | Ювентус     |
| 9     | Карлос Тевес      | 8                | –               | Ювентус     |
| 10    | Поль Погба        | 5                | –               | Ювентус     |

### 2015–16
| Місце | Гравець           | Попередній раунд | Фінальний раунд | Команда     |
| ----- | ----------------- | ---------------- | --------------- | ----------- |
| 1     | Кріштіану Роналду | –                | 40              | Реал Мадрид |
| 2     | Антуан Грізманн   | –                | 8               | Атлетіко    |
| 3     | Гарет Бейл        | –                | 7               | Реал Мадрид |
| 4     | Луїс Суарес       | 29               | –               | Барселона   |
| 5     | Ліонель Мессі     | 25               | –               | Барселона   |
| 6     | Джанлуїджі Буффон | 19               | –               | Ювентус     |
| 7     | Пепе              | 9                | –               | Реал Мадрид |
| 8     | Мануель Ноєр      | 6                | –               | Баварія     |
| 9     | Тоні Кроос        | 5                | –               | Реал Мадрид |
| 10    | Томас Мюллер      | 2                | –               | Баварія     |

### 2016–17
| Місце | Гравець              | Попередній раунд | Фінальний раунд | Команда           |
| ----- | -------------------- | ---------------- | --------------- | ----------------- |
| 1     | Кріштіану Роналду    | –                | 482             | Реал Мадрид       |
| 2     | Ліонель Мессі        | –                | 141             | Барселона         |
| 3     | Джанлуїджі Буффон    | –                | 109             | Ювентус           |
| 4     | Лука Модрич          |                  | –               | Реал Мадрид       |
| 5     | Тоні Кроос           |                  | –               | Реал Мадрид       |
| 6     | Пауло Дибала         |                  | –               | Ювентус           |
| 7     | Серхіо Рамос         |                  | –               | Реал Мадрид       |
| 8     | Кіліан Мбаппе        |                  | –               | Монако            |
| 9     | Роберт Левандовський |                  | –               | Баварія           |
| 10    | Златан Ібрагімович   |                  | –               | Манчестер Юнайтед |

### 2017–18
| Місце | Гравець           | Очки | Команда         |
| ----- | ----------------- | ---- | --------------- |
| 1     | Лука Модрич       | 313  | Реал Мадрид     |
| 2     | Кріштіану Роналду | 223  | Реал Мадрид     |
| 3     | Мохаммед Салах    | 134  | Ліверпуль       |
| 4     | Антуан Грізманн   | 72   | Атлетіко        |
| 5     | Ліонель Мессі     | 55   | Барселона       |
| 6     | Кіліан Мбаппе     | 43   | Парі Сен-Жермен |
| 7     | Кевін Де Брейне   | 28   | Манчестер Сіті  |
| 8     | Рафаель Варан     | 23   | Реал Мадрид     |
| 9     | Еден Азар         | 15   | Челсі           |
| 10    | Серхіо Рамос      | 12   | Реал Мадрид     |

### 2018–19
| Місце | Гравець           | Очки | Команда        |
| ----- | ----------------- | ---- | -------------- |
| 1     | Вірджіл ван Дейк  | 305  | Ліверпуль      |
| 2     | Ліонель Мессі     | 207  | Барселона      |
| 3     | Кріштіану Роналду | 74   | Ювентус        |
| 4     | Аллісон           | 57   | Ліверпуль      |
| 5     | Садіо Мане        | 51   | Ліверпуль      |
| 6     | Мохаммед Салах    | 49   | Ліверпуль      |
| 7     | Еден Азар         | 38   | Челсі          |
| 8     | Френкі де Йонг    | 27   | Аякс           |
| 8     | Маттейс де Лігт   | 27   | Аякс           |
| 10    | Рахім Стерлінг    | 12   | Манчестер Сіті |